# (171) Офелия
(171) Офелия (лат. Ophelia) — довольно крупный астероид главного пояса, принадлежащий к тёмному спектральному классу C, состоящей, вероятно, из простейших углеродных соединений, схожих с хондритными метеоритами, найденными на Земле и входит в состав семейства Фемиды. Астероид был открыт 13 января 1877 года французским астрономом Альфонсом Борелли в Марсельской обсерватории и назван в честь Офелии, вымышленного персонажа трагедии Уильяма Шекспира «Гамлет».

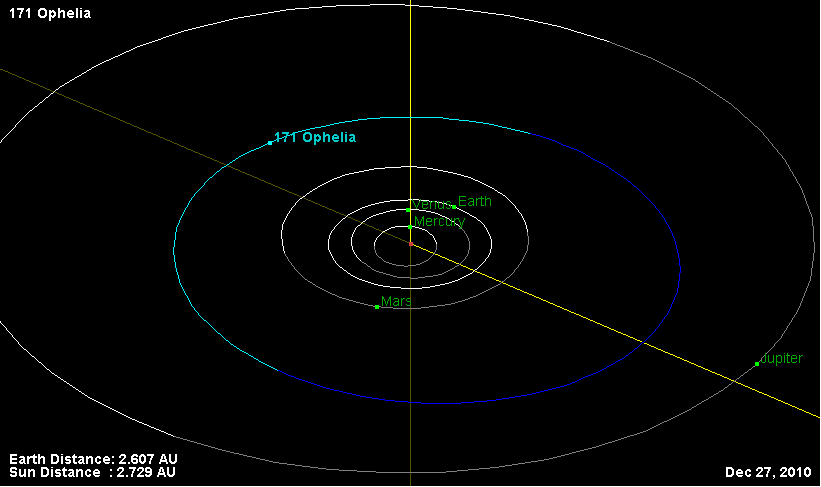
Орбита астероида Офелия и его положение в Солнечной системе

Анализ кривых блеска, полученных в 1979 году, во время покрытия астероидом звезды Алголь, позволили, на основе колебания яркости звезды, предложить наличие спутника у этого астероида, который обращается вокруг главного тела по круговой орбите с периодом 13,146 часов и наклоном орбиты к линии взгляда с Земли 15 °
.
Фотометрические наблюдения, проведённые в 2006 году в обсерватории австралийского города Леура, позволили получить кривые блеска этого тела, из которых следовало, что период вращения астероида вокруг своей оси равняется 6,6666 ± 0,0002 часам, с изменением блеска по мере вращения 0,50 ± 0,02 m
.